# Графове на Понтийо
Граф на Понтийо са били:

## Меровингски и каролингски графове
- Сигеберт от Понтийо (пр. 570–сл. 613).
- Дитрих I (620–?), син на Сигеберт
- Дитрих II (685–734).
- Нитхард (720–?), син на Thierrys II
- Ангилберт (750–814), син на Нитхард, господар на Понтийо, игумен на Saint-Riquier, съветник на Пипин от Италия, жени се 795 за Берта от Каролингитe
- Хардуин (797–826), син на Ангилберт

## Дом Монтрьой
Само на замък Монтрьой и околността.
- Хелгауд († 926)
- Херлуин († 945), негов син
- Рожер († nach 957), негов син
- Хуго († 961), негов син

## Дом Понтийо
- Хуго I, 981 advocatus на Понтийо, † 1000, син на Хилдуин III, жени се за Гизела, дъщеря на Хуго Капет
- Енгуеранд I, син на Хуго I, advocatus
- Хуго II, † пр. 1052, граф на Montreuil, син на Енгуеранд I
- Енгуеранд II, X 1053, син на Хуго II, граф на Монтрьой; ∞ Аделхайд от Нормандия, сестра на Уилям Завоевателя (Ролониди)
- Гвидо I, † 1100, 1060 граф на Понтийо, 1100 или 1101, брат на Енгуеранд II

## Дом Монтгомери
- Роберт от Bellême, 1101 граф на Понтийо
- Вилхелм I (или Вилхелм II от Понтийо) († 1171), негов син, граф на Понтийо, Alençon, Le Perche, Montreuil и Sées
- Гвидо II от Понтийо (?–1147), син на Вилхелм I
- Йохан I от Понтийо (?–1191), син на Гвидо II, граф на Alençon
- Ото от Брауншвайг, (1174–1218), немски крал, немски император, граф на Йорк
- Вилхелм II (или Вилхелм III от Понтийо), (1179–1221)
- Мария от Понтийо (?–1250 или 1251), дъщеря на Вилхелм II, тя се омъжва за:
  - Симон, граф на Aumale и Dammartin (?–1239).
  - тогава Матийо Монморанси (X 1250), син на Матийо II Монморанси

## Различни фамилии
- Жана (Йохана) от Dammartin, (?–1279), дъщеря на Мария и Симон, графиня на Dammartin, Aumale и Montreuil
- Елеонора Кастилска, (1241–1290), дъщеря на Жана, инфанта на Кастилия, кралица на Англия, съпруга на Едуард I, графиня на Montreuil
- Йохана III от Артоа (1303–1349), граф на Артоа
- Якоб I Бурбон, граф на La Marche (1346–1360)
- Понтийо отива чрез Мирния договор от Brétigny (1360) на Англия
- Жан Валоа (1398–1417), херцог на Бери и Турен (1401), дофин на Viennois (1415), граф на Понтийо (1416).
- Бонне Артоа (1396–1425), дъщеря на Жана, графиня на Eu, Оксер, Mâcon, Вермандоа, Амиен и Булон

## Дом Валоа-Ангулем
- Шарл Валоа, † 1650, 1620 херцог на Ангулем и граф на Понтийо, син на крал Шарл IX и Мари Туше
- Луи-Емануел Валоа, † 1653, негов син, 1650 херцог на Ангулем и граф на Понтийо
- Мари Франсоас Валоа, † 1696, негова дъщеря, 1653 херцогиня на Ангулем и графиня на Понтийо